# Brometo de (4-fenilmetil)magnésio
Brometo de (4-fenilmetil)magnésio é o composto químico organometálico de fórmula C7H7BrMg, massa molecular 195,339493 , classificado com o ChemSpider ID 10395583.